# هلیا سوهانی
هلیا سوهانی (زاده ۳۱ فروردین ۱۳۶۶) بازیکن راست دست هاکی روی یخ اهل ایران است. وی با ۱۶ سال سن جوانترین بازیکن تیم ملی هاکی روی یخ بانوان ایران است.
سوهانی مدافع تیم ملی هاکی روی یخ بانوان ایران است. وی در مسابقات هاکی روی یخ بانوان قهرمانی آسیا و اقیانوسیه ۲۰۲۳ به مدال تیمی نقره دست یافت.
سوهانی در این بازی‌ها در هر ۶ مسابقه به میدان رفت.